# Zaboršt (Škocjan, Slovenija)
Zaboršt je naselje u slovenskoj Općini Škocjanu. Zaboršt se nalazi u pokrajini Dolenjskoj i statističkoj regiji Jugoistočnoj Sloveniji. 

## Stanovništvo
Prema popisu stanovništva iz 2002. godine naselje je imalo 39 stanovnika.